# کندی‌من: روز مرگ
کندی‌من: روز مرگ (انگلیسی: Candyman: Day of the Dead) فیلمی در ژانر ترسناک و اسلشر است که در سال ۱۹۹۹ منتشر شد. از بازیگران آن می‌توان به تونی تاد، دانا دریکو، لوپه اونتیوروس، و وید ویلیامز اشاره کرد.